# Cinquante Nuances plus claires
Cet article concerne le roman d'E. L. James. Pour le film de James Foley, voir Cinquante Nuances plus claires.
Cinquante Nuances plus claires (titre original : Fifty Shades Freed) est une romance érotique écrite par la britannique E. L. James, connue d'abord par auto-publication sur le site Internet de l'auteur puis sur le site internet The Writers' Coffee Shop qui le propose à l'impression à la demande en janvier 2012. L'éditeur Vintage Books le publie en édition papier dans une version révisée en avril 2012.
Se déroulant essentiellement à Seattle, ce livre est le troisième d'une trilogie qui retrace la relation entre une jeune diplômée Anastasia Steele et un homme d'affaires Christian Grey.

## Résumé
Plus heureux que jamais, Anastasia et Christian forment désormais un couple solide. Cependant, leur bonheur est troublé par Jack Hyde, l'ancien patron d'Ana et par une nouvelle qui pourrait détruire leur relation.

## SérieCinquante Nuances
1. Cinquante Nuances de Grey, Jean-Claude Lattès, 2012 ((en) Fifty Shades of Grey, Vintage Books, 2012), trad. Denyse Beaulieu  (ISBN 978-2-7096-4252-1)
2. Cinquante Nuances plus sombres, Jean-Claude Lattès, 2013 ((en) Fifty Shades Darker, Vintage Books, 2012), trad. Aurélie Tronchet  (ISBN 978-2-7096-4253-8)
3. Cinquante Nuances plus claires, Jean-Claude Lattès, 2013 ((en) Fifty Shades Freed, Vintage Books, 2012), trad. Denyse Beaulieu  (ISBN 978-2-7096-4254-5)
4. Grey, Jean-Claude Lattès, 2015 ((en) Grey, Vintage Books, 2015), trad. Denyse Beaulieu, Dominique Defert et Carole Delporte  (ISBN 978-2-7096-5056-4)
5. Darker, Jean-Claude Lattès, 2017 ((en) Darker, Vintage Books, 2017), trad. Denyse Beaulieu, Dominique Defert et Carole Delporte  (ISBN 978-2-7096-6178-2)
6. More Grey, Jean-Claude Lattès, 2021 ((en) Freed, Vintage Books, 2021), trad. Denyse Beaulieu, Dominique Defert et Carole Delporte  (ISBN 978-2-7096-6932-0)

## Éditions
- E. L. James, Fifty Shades Freed, Vintage Books, 17 avril 2012, 592 p.  (ISBN 978-0345803504)
- E. L. James, Cinquante Nuances plus claires, Jean-Claude Lattès, 6 février 2013, trad. Denyse Beaulieu, 600 p.  (ISBN 978-2-7096-4254-5)
- E. L. James, Cinquante Nuances plus claires, Le Livre de poche, 2 avril 2014, trad. Denyse Beaulieu, 720 p.  (ISBN 978-2-253-17652-7)